# Baron Athlumney

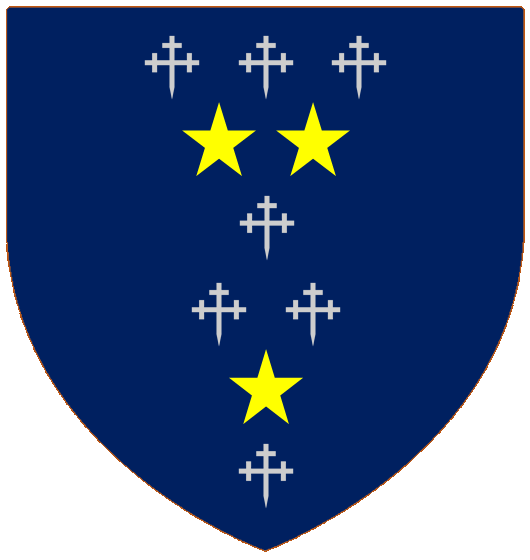
Wappen der Barons Athlumney

Baron Athlumney, of Somerville and Dollarstown in the County of Meath, war ein erblicher britischer Adelstitel in der Peerage of Ireland.

## Verleihung, nachgeordnete und weitere Titel
Der Titel wurde am 14. Dezember 1863 für den liberalen Politiker und ehemaligen Chief Secretary for Ireland, Sir William Somerville, 5. Baronet, geschaffen. Die Verleihung erfolgte in der Peerage of Ireland, damit er sein Mandat als Abgeordneter für Canterbury im britischen House of Commons behalten konnte. Bereits 1831 hatte er von seinem Vater den fortan nachgeordneten Titel 5. Baronet, of Somerville in the County of Meath, geerbt, der am 14. Juni 1748 in der Baronetage of Ireland seinem Ururgroßvater verliehen worden war. Nachdem er 1865 aus dem House of Commons ausgeschieden war, wurde ihm am 3. Mai 1866 in der Peerage of the United Kingdom auch der Titel Baron Meredyth, of Dollardstown in the County of Meath, verliehen, wodurch er Mitglied des britischen House of Lords wurde.
Alle drei Titel erloschen beim Tod seines kinderlosen Sohnes, des 2. Barons, am 8. Januar 1929.

## Liste der Titelinhaber

### Somerville Baronet, of Somerville (1748)
- Sir James Somerville, 1. Baronet (1693–1748)
- Sir Quaile Somerville, 2. Baronet (1714–1772)
- Sir James Quaile Somerville, 3. Baronet (um 1742–um 1800)
- Sir Marcus Somerville, 4. Baronet (um 1775–1831)
- Sir William Somerville, 5. Baronet (1802–1873) (1863 zum Baron Athlumney und 1866 zum Baron Meredyth erhoben)

### Barons Athlumney (1863) und Barons Meredyth (1866)
- William Meredyth Somerville, 1. Baron Athlumney, 1. Baron Meredyth (1802–1873)
- James Herbert Gustavus Meredyth Somerville, 2. Baron Athlumney, 2. Baron Meredyth (1865–1929)